# 28
Évszázadok: i. e. 1. század – 1. század – 2. század
Évtizedek: i. e. 20-as évek – i. e. 10-es évek – i. e. 1-es évek – 1-es évek – 10-es évek – 20-as évek – 30-as évek – 40-es évek – 50-es évek – 60-as évek – 70-es évek
Évek: 23 – 24 – 25 – 26 –  27 – 28 – 29 – 30 – 31 – 32 – 33

## Események

### Római Birodalom
- Appius Iunius Silanust (júliustól helyettese Lucius Iunius Silanus) és Publius Silius Nervát (helyettese Caius Vellaeus Tutor) választják consulnak.
- A túladóztatott frisiusok fellázadnak és felakasztják az adószedőket. Lucius Apronius, Germania Inferior propraetora sereget vezet ellenük, de a frisiusok legyőzik és a szétszóródott rómaiak közül másnap 900-at lemészárolnak Budohenna istennő szent erdejében, majd újabb 300-at akik egy villában sáncolták el magukat. Tiberius császár eltitkoltatja a veszteségeket és nem indít bosszúhadjáratot a frisiusok ellen, akik presztízse jelentősen megnő a germán törzsek között.
- Seianus hamis bizonyítékok alapján a császár elleni összeesküvéssel vádolja és kivégezteti Titius Sabinus tekintélyes lovagot, aki Germanicus és Agrippina (Seianus ellensége) barátja volt.
- Tiberius férjhez adja unokáját (Germanicus és Agrippina lányát), a 13 éves Agrippinát Cnaeus Domitius Ahenobarbushoz.

### Korea
- 46 évi uralkodás után meghal Ondzso, Pekcse királyságának alapítója. Utóda legidősebb fia, Taru.

## Születések
- Han Ming-ti, kínai császár
- Bereniké, I. Heródes Agrippa júdeai király lánya

## Halálozások
- Ondzso pekcsei király

## Fordítás
- Ez a szócikk részben vagy egészben  a(z)   28 című francia Wikipédia-szócikk ezen változatának fordításán alapul.  Az eredeti cikk szerkesztőit annak laptörténete sorolja fel. Ez a jelzés csupán a megfogalmazás eredetét és a szerzői jogokat jelzi, nem szolgál a cikkben szereplő információk forrásmegjelöléseként.